# NAECO
NAECO（日语：ネイコ）是一間日本經紀娛樂公司。NAECO為「OCEAN」的文字倒序，2022年於日本成立，是韓國HYBE的日本總部HYBE JAPAN旗下的子公司。2025年3月，公司正式關閉解散。

## 歷史
2022年12月14日，HYBE JAPAN於日本成立新廠牌NAECO，NAECO為「OCEAN」的文字倒序，意思為海洋，目標成爲不侷限於一個地方而追求挑戰的藝人所屬的全球公司。
2022年12月21日，韓國HYBE正式宣布日本總部HYBE JAPAN成立新廠牌NAECO，由前SM JAPAN的管理本部長金政民擔任代表，並簽約旗下第一位藝人平手友梨奈。
2023年2月27日，旗下藝人平手友梨奈開設官方粉絲社群Weverse，並將展開活動。
2024年8月8日，公司宣布與平手友梨奈的專屬合約已結束，官網和Weverse社群將於8月14日關閉。
2025年3月12日，公司已登記關閉，結束營運。

## 过往藝人
- 平手友梨奈 （2022-2024年）